# Городец (Тверская область)
Городе́ц — деревня в Осташковском районе Тверской области. Входит в Мошенское сельское поселение.

## География
Деревня расположена на берегу озера Селигер. Расстояние до районного центра, города Осташков, 59 км.

## Население
| 2008 | 2010 |
| ---- | ---- |
| 20   | ↗23  |

По данным Всероссийской переписи, в 2010 году численность населения деревни составляла 23 человека (9 мужчин и 14 женщин).

## Улицы
Уличная сеть деревни состоит из 1 улицы и 2 переулков.